# Wulfila isolatus
Wulfila isolatus är en spindelart som beskrevs av Bryant 1942. Wulfila isolatus ingår i släktet Wulfila och familjen spökspindlar.
Artens utbredningsområde är Puerto Rico. Inga underarter finns listade i Catalogue of Life.